# Redline: Gang Warfare 2066
 (septembre 2010).
Si vous disposez d'ouvrages ou d'articles de référence ou si vous connaissez des sites web de qualité traitant du thème abordé ici, merci de compléter l'article en donnant les références utiles à sa vérifiabilité et en les liant à la section « Notes et références ».
Redline: Gang Warfare 2066 est un jeu vidéo sorti en mars 1999, développé par Beyond Games et édité par Accolade.
Ce titre, peu courant, s'illustre particulièrement par une aventure relativement violente pour une période où les jeux vidéo n'étaient pas autant médiatisés qu'aujourd'hui. Le logiciel mélange différents styles étant donné que d'un premier abord, il s'agit d'un jeu d'action en vue à la première personne (FPS : First Person Shooter ) mais également d'un jeu de conduite où tous les coups sont autorisés, la presse de l'époque le qualifie comme un mélange de « Doom-like » et de « Carmageddon-like » en référence aux deux jeux les plus connus dans le genre.

## Scénario
L'aventure prend place dans un monde post-apocalyptique dirigé par une poignée d'hommes dont l'argent reste le moteur principal. L'histoire pourrait se diviser en deux parties, l'avant et l'après 2066 (date à laquelle débute le jeu). L'humanité demeure séparée en deux catégories de personnes, les résidents (la population relativement aisée et avide de pouvoir) et les non-résidents (les gens normaux), pour comprendre l'origine de ces deux groupes, il faut remonter à certaines grandes découvertes du XXe siècle. Selon l'histoire du jeu, un homme répondant au nom de Reich a fait, en 1950, une découverte de taille puisqu'il s'agissait d'une énergie infinie et gratuite appelée « orgone ». N'importe qui pouvait en profiter seulement, les scientifiques n'ont vu en cette découverte, qui allait selon certains régler beaucoup de soucis, qu'une simple farce. Après avoir été ignoré par la communauté scientifique de l'époque, Reich a rapidement été emprisonné afin que les sociétés pétrolières qui dirigeaient le monde de manière officieuse puissent continuer à vendre à l'humanité des matières limités et payantes. Une situation placée dans le flou le plus total si bien que personne n'a réellement comprit sur le moment les réels motifs de cette incarcération.
Reich était hors course mais les accumulateurs d'orgones existaient bel et bien étant donné qu'il avait vendu les plans de fabrication à certaines personnes, des moteurs à orgones étaient créés pour utiliser cette nouvelle matière mais son origine demeurait toujours inconnue. De leur côté, certaines sociétés ont accepté de céder le marcher à cette nouvelle source d'énergie mais d'autres refusèrent cette concurrence qui allait réduire les besoins en énergie de la population à néant mais face à cette révolution, ces entreprises demeuraient impuissantes. Après avoir pris conscience que ces sociétés avaient tentées de dissimuler comme elles pouvaient l'existence des accumulateurs et générateurs d'orgones ainsi que d'autres carburants écologiques, la population a jugé bon de rechercher dans les livres d'histoire d'anciennes théories laissées à l'abandon faute de crédibilité suffisante pour être gardées en mémoire. Cette prise de conscience générale était le fruit de plusieurs années de mensonges orchestrés par les résidents (les grands de ce monde) et ces entreprises.
À partir de ces révélations, certaines personnes s'auto-proclamaient chefs de mouvements écologistes avec en ligne de mire, une volonté de préserver une planète propre et développer les énergies illimitées. À la suite des recherches de chacun sur d'anciennes théories oubliées, une ressortie du lot, celle de l'inventeur Nikola Tesla... Grâce à ses travaux, l'humanité découvrit que ce chercheur pensait avoir trouvé un moyen de faire transiter l'électricité par l'air mais la découverte des orgones mit fin à ce projet qui avait en but définitif de fournir de l'énergie gratuite dans le monde. Une première invention obsolète mais sa seconde trouvaille restait plutôt intéressante puisque celle-ci permettait de comprendre que tout objet pouvait réagir par des vibrations à une certaine fréquence, en essayant de trouver la fréquence de la Terre, Tesla avait trouvé celle de la Lune.
Pendant ce temps, les dirigeants des grandes puissances du monde se sont réunies à Singapour afin de trouver lors d'une conférence des moyens simples pour réduire les déchets toxiques générés par les anciennes sources d'énergie. Une mystérieuse société portant le nom de « Renewal Inc. » propose alors de tout expédier sur la Lune qui n'est pas un astre vivant donc idéal pour servir d'entrepôt. Le premier avril 2012, les résidents, que la population avait finalement ignorés durant ces démarches, déclenchèrent une série d'explosions nucléaires sur la Lune afin de détacher des fragments contaminés pour se venger de cette volonté de supprimer tout ce qui leur permettait de prospérer par le biais de ces énergies propres. Se servant des travaux théoriques de Tesla, les résidents ont finalement provoqués de nombreuses catastrophes naturelles en déviant la Lune de son orbite. Une grande partie de la population disparue à la suite de ces problèmes, les survivants furent victimes des retombées radio-actives ainsi que de l'apparition d'un dangereux virus appelé « Red-6 ». Seuls les résidents possédaient un antidote contre ce virus, ils se réfugièrent dans des villes-dômes afin de profiter de réserves d'eau et d'air pur qui étaient devenus des valeurs marchandes justifiées par leur rareté. Les non-résidents étaient donc condamnés à vivre dans la peur de ne pas pouvoir récupérer assez de ressources pour leur survie, certains avaient toutefois la possibilité de profiter un peu des avantages grâce à des tournois nommés « Les rencontres de roues mortelles », le gagnant avait le droit de respirer un peu d'air pur ainsi que le droit de consommer de l'eau claire. Ces rencontres encouragèrent les rivalités entre les équipes de non-résidents, l'espérance de vie ne dépassant pas les 30 ans pour une personne vivant à l'extérieur des dômes, les concurrents n'espérait donc qu'une chose, gagner ! Le jeu débute lors de l'assaut d'un des gangs sur la ville où le héros réside !

## Système de jeu

### Missions
Le mode « un joueur » propose pas moins de vingt missions allant de la destruction de cibles à l'infiltration d'infrastructures en passant par des combats acharnés en arènes. Voici la liste des missions et l'objectif de celles-ci.

### Mode multijoueur
Un mode composé d'une petite quinzaine de cartes comportant divers modes de jeux (coopération, matchs à mort, capture de drapeaux). Il est possible de choisir son personnage parmi les quatre gangs du jeu.

#### Projet "Redline Arena"
« Redline » a été utilisé en base à un nouveau projet ayant pour but de prolonger le plaisir des joueurs en proposant une version consacrée exclusivement aux batailles en ligne. Ce jeu nommé  « Redline Arena » était initialement prévu pour la « Dreamcast » de « SEGA » en réponse directe au concurrent « Quake III : Arena » mais à la suite d'un souci technique lié à certaines différences de codes réseaux, le projet a été abandonné... Le travail étant déjà bien entamé mais compromis par cette erreur de codage, les développeurs de « Beyond Games » décidèrent de donner suite à ce projet en réutilisant certaines évolutions pour la création d'un jeu pour « Playstation 2 » intitulé « Motor Mayhem » sorti courant 2001.

### Armes et munitions
Le héros dispose durant l'intégralité du jeu de son arme multifonctions, il suffit de récupérer certains types de munitions pour obtenir une nouvelle fonctionnalité.

### Véhicules
Les véhicules sont un point essentiel du jeu, appartenant pour la plupart à des gangs, il y a cependant quelques véhicules civils. Motos, tricycles, voitures, camions, chariots élévateurs, chars d'assaut, aéroglisseurs... La plupart sont équipés d'armes dévastatrices comme des mines, des mitrailleuses embarquées ou canons laser.